# クスクス科
クスクス科（クスクスか、英:Phalangeridae）は、双前歯目に分類される科。

## 分布
インドネシア、オーストラリア、ニューギニア

## 形態
クロフクスクスで体長70センチメートル、尾長50センチメートル、体重5キログラム。クロクスクスで体長34センチメートル、尾長30センチメートルと広義の有袋類では比較的大型種で形成される。胴体は体毛で密に被われる。尾には体毛で被われない裸出部がある。
前肢の指には木に登るのに適した鉤状の爪が生える。後肢第1趾には爪がなく、他の指と対向させることができ枝を掴むのに適している。盲腸は植物の葉を消化するため長い。
育児嚢は前方に開口する。

## 分類
以下の分類・英名はMSW3(Groves, 2005)、属和名は川道・小野(1992)・小原(2000)に従う。
- Ailuropinae亜科
  - クロクスクス属 Ailurops
    - Ailurops melanotis Talaud bear cuscus
    - Ailurops ursinus クロクスクス Sulawesi bear cuscus

- Phalangerinae亜科
  - Phalangerini族
    - クスクス属 Phalanger
      - Phalanger alexandrae Gebe cuscus
      - Phalanger carmelitae ヤマクスクス Mountain cuscus
      - Phalanger gymnotis セスジクスクス Ground cuscus
      - Phalanger intercastellanus Eastern common cuscus
      - Phalanger lullulae ウッドラーククスクス Woodlark cuscus
      - Phalanger matabiru Blue-eyes cuscus
      - Phalanger matanim テレフォミンクスクス Telefomin cuscus[4]
      - Phalanger mimicus Southern common cuscus
      - Phalanger orientalis ハイイロクスクス Gray common cuscus
      - Phalanger ornatus Ornata cuscus
      - Phalanger rothschildi オビクスクス[5] Rothschild's cuscus
      - Phalanger sericeus Siky cuscus
      - Phalanger vestitus キヌゲクスクス Stein's cuscus[4]

    - ブチクスクス属 Spilocuscus
      - Spilocuscus kuraemeri Admiralty Island cuscus
      - Spilocuscus maculatus ブチクスクス Common spotted cuscus
      - Spilocuscus papuensis Waigeou cusucus
      - Spilocuscus rufoniger クロフクスクス Black-spotted cuscus[4]

  - Trichosurini族
    - ヒメクスクス属 Strigocuscus
      - Strigocuscus celebensis ヒメクスクス Sulawesi dwarf cuscus
      - Strigocuscus pelengensis Banggai cusucus

    - フクロギツネ属 Trichosurus
      - Trichosurus arnhemensis キタフクロギツネ Northern brushtail
      - Trichosurus caninus コミミフクロギツネ Short-eared possum
      - Trichosurus cunninghami Mountain brushtail possum
      - Trichosurus johnstonii Coppery brushtail
      - Trichosurus vulpecula フクロギツネ Common brushtail

    - オポッサムモドキ属 Wyulda
      - Wyulda squamicaudata オポッサムモドキ Scaly-tailed possum

## 生態
多雨林・疎林・ユーカリ林などに生息する。主に樹上棲だが、セスジクスクスは半地表棲。群れは形成せず単独で生活する。臭腺や糞尿による臭いをつけたり、他の個体と遭遇した時は鳴き声を挙げたり時には争うことで自分の存在を知らせたり巣穴を防衛する。
主に木の葉を食べるが、果実、樹皮、卵、無脊椎動物なども食べる。

## 人間との関係
森林伐採による生息地の破壊、食用の狩猟などにより生息数が減少している種もいる。

## 画像

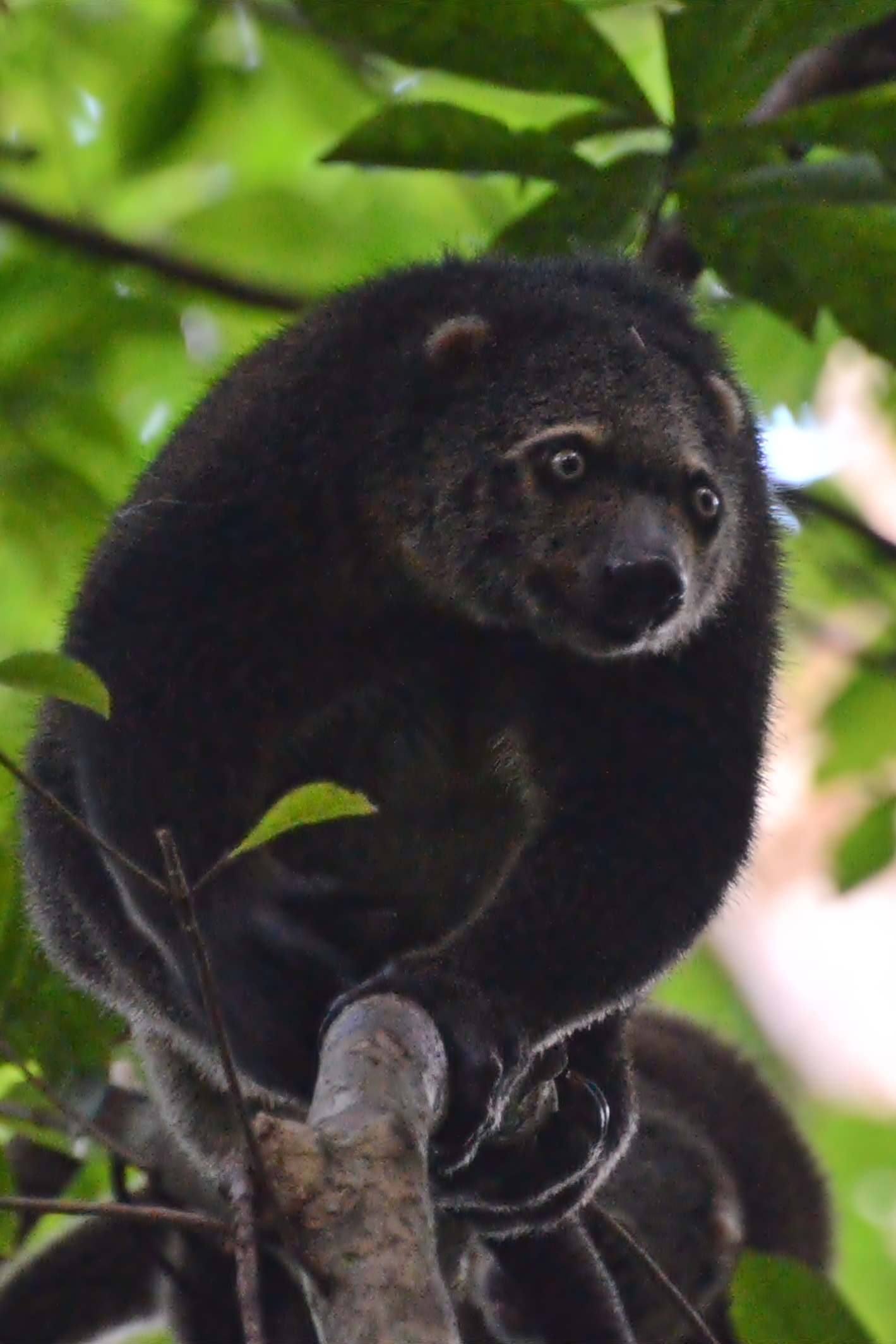
クロクスクス A. ursinus
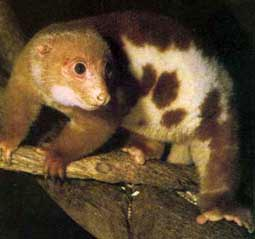
ブチクスクス Sp. maculatus
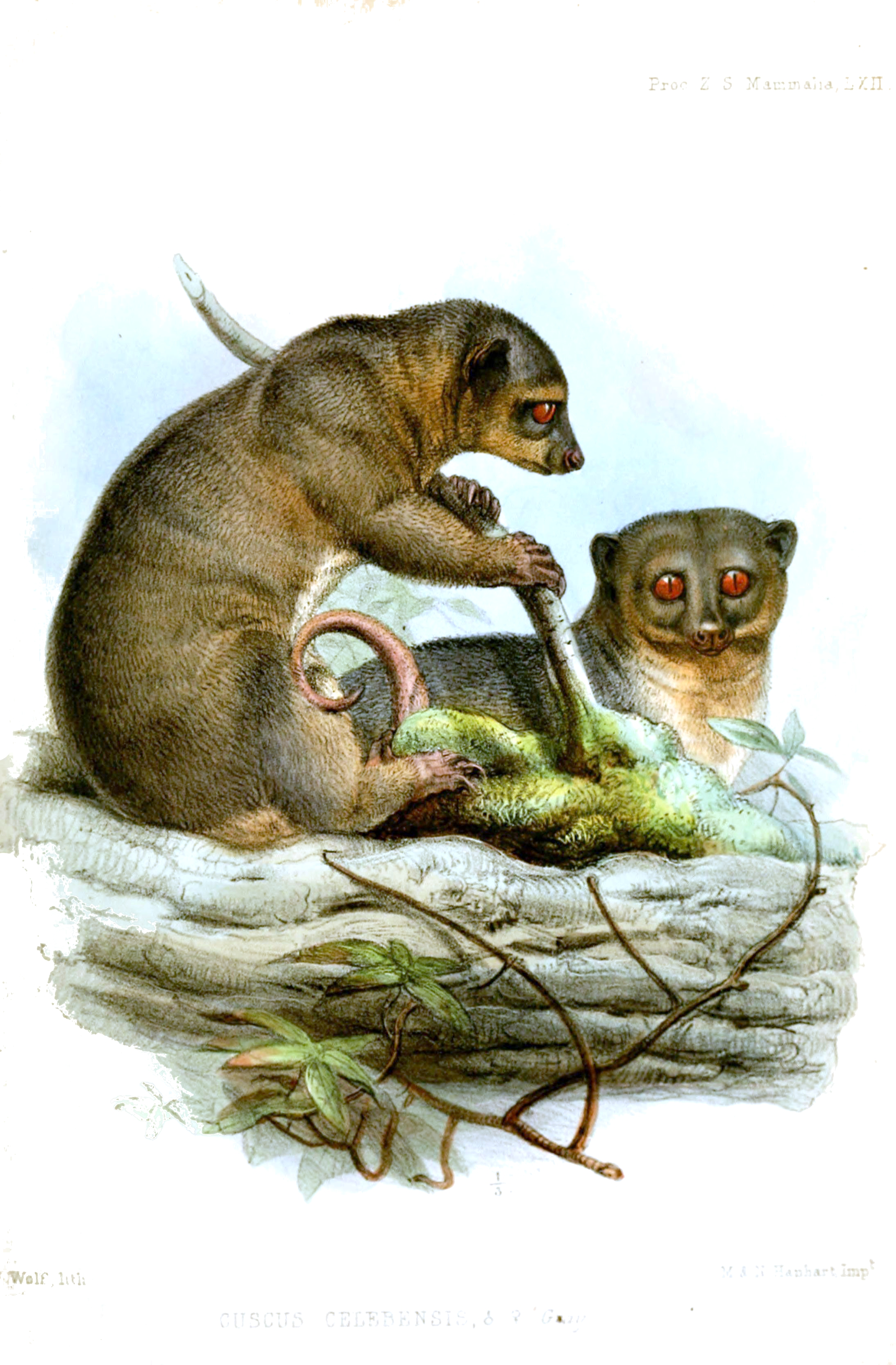
ヒメクスクス St. celebensis
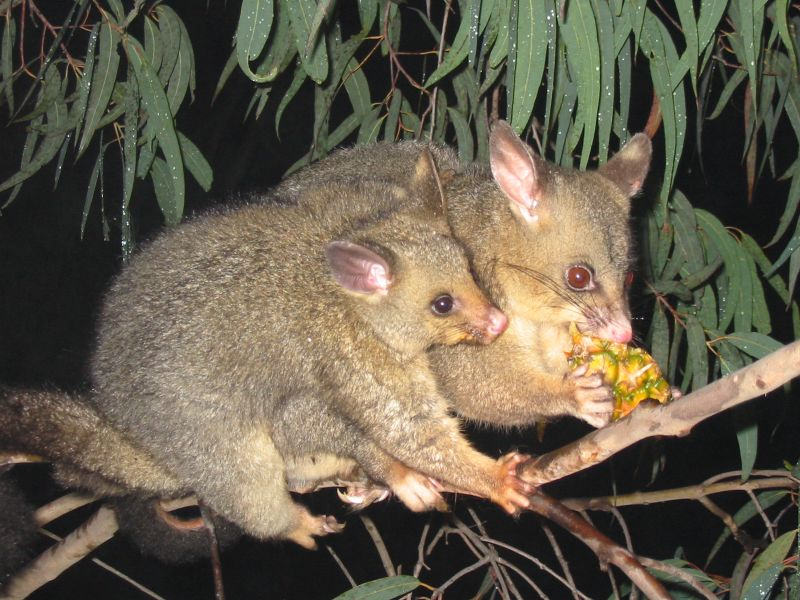
フクロギツネ T. vulpecula